# Sordello (poemat)

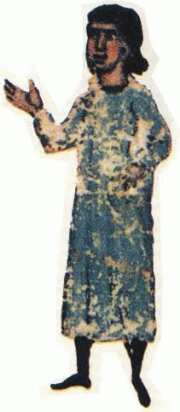
Sordello da Goito

Sordello – poemat angielskiego poety Roberta Browninga, ogłoszony w 1840 roku. 

## Charakterystyka ogólna
Poemat jest fikcyjną w dużej mierze biografią tworzącego w XIII wieku włoskiego trubadura Sordella da Goito. Akcja utworu rozgrywa się w czasach sporu gwelfów i gibelinów.
Poemat jest dość długi. W pierwszym wydaniu liczy 253 strony. Ukazał się nakładem znanego wydawcy Edwarda Moxona.

## Forma
Utwór jest napisany wierszem parzyście rymowanym (aabb...). W roli tworzywa metrycznego wystąpił pentametr jambiczny. Browning, podobnie jak inni poeci angielscy, bardzo często używał tego formatu, ale przeważnie w postaci nierymowanej (blank verse), którą zastosował zwłaszcza w poemacie  Pierścień i księga. Zastosowanie rymu było w tym konkretnym przypadku podyktowane zapewne odniesieniem do literatury włoskiej, w której poezja jest w większości rymowana.
Who will, may hear Sordello's story told:
His story? Who believes me shall behold
The man, pursue his fortunes to the end,
Like me: for as the friendless-people's friend
Spied from his hill-top once, despite the din
And dust of multitudes, Pentapolin
Named o' the Naked Arm, I single out
Sordello, compassed murkily about
With ravage of six long sad hundred years.
Only believe me. Ye believe?
Browning umiejętnie panuje nad rytmem wiersza, urozmaicając go za pomocą wyrazistych przerzutni, dobrze widocznych na przykład w poniższym fragmencie:
As Man
So figured he; and how as Poet? Verse
Came only not to a stand-still. The worse,
That his poor piece of daily work to do
Was—not sink under any rivals; who
Loudly and long enough, without these qualms,
Turned, from Bocafoli's stark-naked psalms,

## Treść
W poemacie Browning opisuje życie Sordella, począwszy od dzieciństwa spędzonego na zamku Goito w pobliżu Mantui. Przedstawia go jako wcześnie osieroconego samotnika, mającego mało kontaktu z ludźmi, a zwłaszcza z rówieśnikami, i marzyciela, śniącego o niezwykłych czynach i wielkiej sławie. 
In this castle may be seen,
On the hill tops, or underneath the vines,
Or eastward by the mound of firs and pines
That shuts out Mantua, still in loneliness,
A slender boy in a loose page's dress,
Sordello: [...]
Browning opisuje też miłość Sordella do pięknej dziewczyny o imieniu Palma i przedstawia jego poetycki pojedynek ze starym trubadurem Eglamorem. Wątek osobisty rozwija się na tle wielkiej polityki XIII wieku.

## Znaczenie
Poemat Browninga, ze względu na jego niezrozumiałość, został źle przyjęty przez krytyków i czytelników, stając się powodem długoletniej banicji poety z angielskiego świata literackiego, trwającej aż do opublikowania niezwykle popularnego Pierścienia i księgi. 
Poemat nie był tłumaczony na język polski.